# Комісія з журналістської етики
Комісія з журналістської етики — громадська організація, створена 16 вересня 2001 року на установчих зборах журналістської ініціативи «Журналісти — за чисті вибори». Офіційна реєстрація — 2003 року в Міністерстві юстиції України.

## Основні напрямки
Комісія з журналістської етики (КЖЕ) є корпоративним інститутом громадянського суспільства, що розглядає конфліктні ситуації етичного і професійного характеру, які виникають в журналістському середовищі між журналістами та громадськістю у зв'язку з виконанням журналістами свого професійного обов'язку. Діяльність та склад Комісії з журналістської етики неодноразово критикували.
За роки існування КЖЕ, підписантами «Етичного кодексу українського журналіста», розробленого Комісією, стали понад 2000 співробітників українських ЗМІ. Було проведено понад 80 конференцій, круглих столів, семінарів, майстер-класів у Києві та обласних центрах України. У понад 20 ВНЗ було прочитано відкриті лекції присвячені питанням професійної етики.
У 2006 Комісією з журналістської етики спільно з ГО «Хартія-4» та британськими фахівцями було видано перший в Україні підручник «Журналістська етика» для студентів українських ВНЗ. «Журналістська етика» отримала відповідний гриф Міністерства освіти та науки.
У роках 2007 та 2009 відбулися додаткові видання даного підручника.

## Повноваженнята сфера діяльності КЖЕ
Комісія з журналістської етики розглядає конфліктні ситуації етичного характеру як за зверненням журналістів, так і за зверненням інших фізичних та юридичних осіб, зацікавлених у етичній оцінці професійної діяльності конкретного журналіста, головного редактора, засновника чи власника ЗМІ або державного органу, що має компетенцію у галузі масової інформації.
Комісія з журналістської етики виносить свої рішення спираючись на норми законодавства України, статтю 19 Декларації прав людини, статтю 10 Європейської Конвенції про захист прав людини і основних свобод, ст. 34 Конституції України тощо; застосовуючи до конкретних ситуацій Етичний кодекс українського журналіста.
Діяльність Комісії з журналістської етики спрямована на досягнення таких цілей:
- формування культури професійної та чесної журналістики;
- становлення довіри до ЗМІ;
- зміцнення принципу свободи слова в Україні;
- встановлення конструктивного діалогу між учасниками конфлікту на умовах рівноправ'я сторін;
- усвідомлення широкими колами журналістів міжнародно визнаних правил поведінки та необхідності дотримуватися їх у щоденній діяльності;
- досягнення точної кваліфікації дій, що оскаржуються, і формулювання рішень, які застосовуватимуться у майбутньому як прецеденти.

## Розгляд справ та ухвалення рішень Комісії з журналістської етики
Комісія розглядає заяви, подані на публікації у друкованих ЗМІ не пізніше 1 року від дати публікації та заяви на теле-, радіопрограми та публікації в інформаційних Інтернет-виданнях, подані не пізніше 6 місяців від дати ефіру цих програм або опублікування матеріалу в інформаційному Інтернет-виданні.
Комісія з журналістської етики ухвалює рішення у таких формах:
- Дружнє попередження — найм'якша форма рішення. Застосовується у випадках, коли Комісія розцінила порушення норм журналістської етики журналістом або органом ЗМІ, які стали об'єктом слухань Комісії, як ненавмисну помилку. Дружнє попередження не є обов'язковим для публікації, воно надсилається журналісту, керівнику ЗМІ та особі, яка звернулася із заявою.
- Заява Комісії — застосовується у випадках, коли дії журналіста чи ЗМІ розцінюються Комісією як такі, що порушили норми журналістської етики, порушили право громадськості на отримання правдивої інформації або загрожують іміджу українських ЗМІ. Заява Комісії з журналістської етики надсилається журналістам, керівникам ЗМІ, які стали об'єктом слухань Комісії; особі, яка звернулася із заявою; керівним органам організацій — колективних членів Комісії; розповсюджується серед журналістів, які підписали Етичний кодекс. ЗМІ оприлюднюють або не оприлюднюють Заяву на власний розсуд.
- Заява у формі публічного осуду — застосовується у випадках, коли дії журналістів або ЗМІ розцінюються Комісією як свідоме порушення норм журналістської етики і є абсолютно несумісними з поняттями професійної журналістики.

Заява Комісії про публічний осуд розповсюджується якнайширше всіма доступними Комісії засобами. Комісія та Секретаріат докладають зусиль для того, щоб Заява про публічний осуд була оприлюднена якомога більшою кількістю ЗМІ.
Розгляд конфліктів у Комісії з журналістської етики відбувається в обстановці гласності, якщо за вмотивованою вимогою однієї з сторін Комісія не дійде висновку про необхідність проведення засідання в обстановці конфіденційності. При розгляді конфліктних ситуацій КЖЕ враховує кодекси професійної етики, які діють у даному редакційному колективі чи іншому об'єднанні журналістів. Комісія відмовляється від розгляду справи, якщо вважає її такою, що виходить поза межі компетенції або не відповідає цілям діяльності КЖЕ.
Рішення ухвалюється шляхом голосування. У випадку рівного розподілу голосів голос Голови Комісії є вирішальним.

## Склад Комісії з журналістської етики
Комісія з журналістської етики складається з 15 членів, які обираються на з'їзді підписантів Етичного кодексу українського журналіста. Члени Комісії здійснюють свою діяльність на громадських засадах. За кожним членом Комісії зберігається право на добровільну відставку. Ротація членів Комісії або підтвердження повноважень дійсних членів відбувається на з'їзді підписантів Етичного кодексу українського журналіста не рідше 1 разу на 2 роки. Головою Комісії з журналістської етики з 2001 року є Володимир Мостовий.

### Склад і діяльність Комісії у 2013—2015 роках
4 жовтня 2013 року на черговому З'їзді підписантів Етичного кодексу українського журналіста в Києві делегати обрали новий склад Комісії з журналістської етики (КЖЕ).
Зокрема, до Комісії увійшли: Михайло Батіг (Київ), Сергій Гузь (Дніпродзержинськ, Дніпропетровська область),
Світлана Кабачинська (Хмельницький), Тарас Кузьмов (Київ), Тетяна Котюжинська (Київ), Наталія Лигачова (Київ),
Володимир Мостовий (Київ), Світлана Остапа (Київ), Ольга Сіра (Одеса),
Сергій Штурхецький (Рівне).
Тоді ж на з'їзді було прийнято рішення, що відтепер формування складу Комісії відбувається за квотним принципом, при якому 1/3 місць у Комісії надається найбільшим медіа-організаціям. Тож 2013-го року до складу КЖЕ увійшло 15 осіб — крім десяти обраних на з'їзді, — по одному представнику від медійних громадських організацій та асоціацій (НСЖУ, НМПУ, НАМ, УАВПП, ІТК).
Делегати з'їзду прийняли за основу об'єднаний Етичний кодекс українського журналіста, над текстом якого працювала робоча група. До її складу входили представники КЖЕ, НСЖУ і Незалежна медіа-профспілка України. Проект попередньо обговорювався також із галузевими медійними організаціями. Наприкінці 2013 року об'єднаний кодекс ухвалили НСЖУ та НМПУ. До 2013 року існували два етичні кодекси журналістів (КЖЕ та НСЖУ).

### Склад і діяльність Комісії у 2015—2016 роках
24 квітня 2015 року на черговому З'їзді підписантів Етичного кодексу українського журналіста в Києві делегати обрали новий склад Комісії з журналістської етики (КЖЕ).
До Комісії обрані: 
- Сергій Гузь (Дніпродзержинськ, Дніпропетровська область);
- Тетяна Котюжинська (Київ);
- Інна Кузнецова (Київ);
- Євген Маслов (Харків);
- Володимир Мостовий (Київ);
- Віктор Ожогін (Дніпропетровськ);
- Світлана Остапа (Київ);
- Вікторія Плахта (Івано-Франківськ);
- Зоя Шарикова (Київ);
- Сергій Штурхецький (Рівне).

Усього до складу Комісії увійдуть 15 осіб — крім обраних, по одному представнику від медійних громадських організацій та асоціацій (НСЖУ, НМПУ, НАМ, УАВПП, ІТК).
Делегати з'їзду проголосували також за зміни до статуту ГО «Комісія з журналістської етики», пов'язані з нещодавніми змінами в законодавстві, і доручили новообраному складу КЖЕ зареєструвати їх. Зокрема, вирішено заснувати інститут регіональних представників КЖЕ (не менш, ніж у 14 областях України), також відтепер зі складу КЖЕ обиратиметься не тільки голова, а й секретар (раніше виконавчий секретар не був членом Комісії). Крім того, буде закріплено в Статуті механізм формування комісії (10 членів, обраних з'їздом, та 5 від галузевих організацій); норма, що скарга буде розглядатися з обов'язковим запрошенням сторін. Вносяться також зміни щодо форм рішень КЖЕ, а саме тепер це будуть попередження, рішення і заява у формі публічного осуду.

### Склад і діяльність Комісії у 2016—2017 роках
2 грудня 2016 року відбулися Загальні збори Всеукраїнської громадської організації «Комісія з журналістської етики», які оновили склад ВГО: вивели тих, хто помер (шестеро) і тих, хто не підтвердив членство (ще шестеро), та ввели нових членів. Обрано новий склад правління ВГО «КЖЕ», головою якого став Олексій Погорєлов. До правління обрали: Сергія Гузя (заступник), Сергія Томіленка, Валерія Іванова, Світлану Кабачинську і Олексія Погорєлова.
Загальні збори також внесли зміни до статуту ВГО «КЖЕ», прийняли «Положення про Комісію з журналістської етики», яка є самостійним інститутом громадянського суспільства, що формується та забезпечується ВГО «КЖЕ» в рамках внутрішньої структури ВГО. Комісія не є окремою юридичною особою. Учасники загальних зборів обрали новий склад Комісії з журналістської етики.
До оновленого складу Комісії увійшли: Андрій Куликов, Валерій Іванов, Оксана Романюк,Тетяна Печончик, Сергій Томіленко, Ігор Балинський (Львів), Юрій Бідзіля (Ужгород), Тетяна Лебедєва, Олексій Погорєлов, Сергій Гузь, Зураб Аласанія,Роман Якель (Тернопіль), Світлана Остапа, Валерій Калниш.
З грудня 2016 року по жовтень 2017 року КЖЕ була отримана 31 скарга, по 18 з яких вже ухвалені рішення.

### Склад і діяльність Комісії у 2020—2023 роках
16 березня 2020 року відбулися загальні збори Всеукраїнської громадської організації “Комісія з журналістської етики”. Обрано новий склад Комісії з журналістської етики, до якого увійшло 15 осіб (8 чоловіків та 7 жінок). Четверо членів увійшли від організацій: Олексій Погорєлов (Українська асоціація медіа-бізнесу), Сергій Томіленко (Національна спілка журналістів України), Тетяна Лебедєва (Національна асоціація медіа), Борис Орел (Незалежна медіапрофспілка України). Ще 11 членів обрано рейтинговим голосуванням: Андрій Куликов, Світлана Остапа, Ліза Кузьменко, Олексій Мацука, Олег Хоменок, Діана Дуцик, Тетяна Печончик, Сергій Гузь, Валерій Іванов, Оксана Романюк, Ліна Кущ. Крім того, троє членів ВГО “КЖЕ” увійшли до резерву комісії (Дмитро Хоркін, Анна Мурликіна та Юрій Бідзіля). В цілому склад КЖЕ оновився більш ніж на третину.

## Розглянуті КЖЕ суперечки

### Депутат КПУ Олександр Ткаченко vs журналіст СТБ Ольга Червакова
1 вересня 2009 р. у приміщенні Верховної Ради Ольга Червакова намагалася взяти у депутата КПУ Олександра Ткаченка коментар щодо його нещодавньої заяви про те, що журналістів не треба пускати в буфет ВР. В результаті чого трапився такий інцидент:
«Я спитала у пана Ткаченка: „Чим він керувався, коли робив таку заяву?“, — розповідає „Телекритиці“ журналістка СТБ. — Він нічого не відповів. Натомість спочатку вдарив по мікрофону, тоді вихопив його і пішов з ним по сходах до третього поверху. Далі депутат викинув мікрофон, і він упав аж у підвал… Усі ці дії зафіксовано на відео [Архівовано 17 квітня 2015 у Wayback Machine.]».
Журналістка звернулася до КЖЕ, надавши відео з розмовою із Ткаченком та його подальшими діями. Комісія винесла рішення, відповідно до якого депутат мав публічно вибачитися перед знімальною групою СТБ. Таке ж рішення висловив Комітет Верховної Ради зі свободи слова. Проте, лідер франції КПУ Петро Симоненко заявив, що журналістка сама спровокувала цю ситуацію. Невдовзі Ольга Червакова звернулася до прокуратури з вимогою порушити проти Ткаченка кримінальну справу відповідно до Ст. 171 Кримінального Кодексу України «Про перешкоджання професійній діяльності журналіста». Але прокуратура відмовилася відкривати справу, оскільки «у ході перевірки не здобуто достатніх даних, які б достовірно свідчили про наявність умислу у народного депутата саме перешкодити професійній діяльності як окремого журналіста». А дії депутата характеризували, як такі, що «були викликані настирливою наполегливістю журналістки О. Червакової, яка намагалася отримати відповіді на свої запитання всупереч небажанню народного депутата їх надавати».
Неофіційні прийоми у спілкуванні з журналістами Олександр Ткаченко практикує не вперше. 16 липня 2007 року він розбив фотоапарат головного редактора газети «Молодіжні хроніки» та інтернет-видання Sprotiv.org Вадима Гладчука і у присутності свідків погрожував йому фізичною розправою. Саме такою була реакція тодішнього президента Тендерної палати на спробу пана Гладчука сфотографувати його у момент зустрічі з Антоном Яценком, сином одного з власників ООО «Європейське консалтингове агентство» Володимира Яценка.

### Лікар Анатолій Базяк vs журналіст каналу ICTV Олександр Ільїних
Комісія з журналістської етики засудила дії журналіста каналу ICTV та ведучого програми «Максимум в Україні» Олександра Ільїних і оголосила йому громадський осуд. Причина — дезінформація громадськості та завдання шкоди репутації лікаря.
6 грудня та 12 грудня 2009 року Олександр Ільїних підготував та розмістив у програмі «Максимум в Україні» сюжет, де йшлося про обставини смерті пацієнтки Базяка. Члени Комісії зустрілися з паном Базяком, ознайомилися з письмовими поясненнями пана Ільїних та переглянули оскаржуваний сюжет. Вони встановили, що при висвітленні трагічної події Ільїних припустився низки грубих помилок та порушив норми журналістської етики. Зокрема, позицію журналіста назвали упередженою, підкресливши, що в сюжеті відсутні коментарі та аргументи протилежної сторони. На думку членів комісії, Ільїних не провів належного аналізу вже наявних фактів, спотворив інформацію, яку здатні оцінити та прокоментувати лише фахівці. Крім того, автор сюжету без жодних для цього підстав (слідчі органи, посилаючись на дані патолого-анатомічного розтину, не виявили складу злочину у діях Базяка), висунув низку безпідставних звинувачень на адресу пана Базяка.

## Фінансування КЖЕ
Комісія з журналістської етики фінансується із добровільних внесків журналістів, частин Комісії та грантів.
Бюджет Комісії з журналістської етики витрачається на забезпечення діяльності КЖЕ: організаційні витрати по проведенню зборів Комісії та вивченню матеріалів; відрядження членів Комісії та Секретаріату, пов'язані із вивченням справ та популяризацією ідей Комісії; на діяльність Секретаріату Комісії.

## Перегляд та оскарження рішень Комісії з журналістської етики
Комісія залишає за собою право переглянути своє рішення, однак на практиці рідко їх переглядає та не відповідає на листи зі зверненнями про перегляд її рішень.
Рішення Комісії з журналістської етики неможливо оскаржити в суді, оскільки суди розглядають такі рішення як суб'єктивні оціночні судження (критику), що не можуть бути предметом судового оскарження
.
Водночас, Хранитель Віри Релігійної громади сповідуючих Віру в Найвищу Цінність Людини приймає апеляційні скарги на рішення Комісії з журналістської етики, розглядає протягом місяця і за результатами розгляду може визнати такі рішення нікчемними.

## Критика діяльності та складу Комісії з журналістської етики

Стаття засновника КЖЕ Володимира Мостового у газеті «Прапор комунізму» від 5 березня 1989 року, яка порушує стандарти журналістської етики щодо збалансованості думок.

Рішення Комісії з журналістської етики іноді сприймаються як контроверсійні. Викликає сумнів об'єктивність рішень та моральне право членів комісії «судити» колег.
Наприклад, в газеті «Правдошукач» було передруковано статтю засновника і незмінного голови комісії Володимира Мостового у газеті «Прапор комунізму» від 5 березня 1989 року під назвою «Гра в політику на свіжому повітрі», у якій містяться образи на адресу дисидентів Ілька Кучеріва, Сергія Набоки, Сергія Федоринчика. Зокрема, у цій статті не збалансовано думки, оскільки стаття є типовим продуктом радянської пропаганди.
Керівник програми «Корупція по-українськи» газети «Вечірні вісті» Наталія Сидорова стверджує, що скаргу на її статтю члени комісії розглядали у стані алкогольного сп'яніння, не захотіли розглядати надані нею докази наведених у статті фактів та оголосили їй «громадський осуд».
Відомий випадок, коли Комісія з журналістської етики «виявила серйозну професійну помилку і порушення журналістської етики» у критичній публікації про торгівлю науковими ступенями в Інституті журналістики Київського державного університету ім. Т. Шевченка. У прийнятті рішення брав участь Валерій Іванов, завідувач однієї з кафедр цього ВУЗу і член комісії.
У вересні 2011 року Комісія з журналістської етики оголосила громадський осуд журналістам Роману Барашеву та Володимиру Богуну, які у газетах «2000» та «Робітнича газета» розкритикували «феноменальні здібності» шоумена Андрія Слюсарчука. У своєму блозі Володимир Богун висловив переконання у замовному характері цього рішення.
.